# Superbază
În chimie, o superbază este un compus chimic extrem de bazic, adică cu o afinitate chimică extrem de crescută pentru protoni. În chimia organică, superbazele organice sunt utilizate pe post de catalizatori organici.

## Tipuri

### Organice
Superbazele organice sunt aproape mereu neutre din punctul de vedere al sarcinii și sunt adesea specii ce conțin atomi de azot. În ciuda afinității extrem de crescute pentru protoni, superbazele organice prezintă un caracter nucleofil scăzut. Exemple includ: fosfazenele, amidinele și guanidinele. Un alt exemplu este 1,8-bis(dimetilamino)naftalina, compus utilizat pe post de chelator de protoni.

### Organometalice
Compușii organometalici ai metalelor reactive, precum sunt compușii organolitici sau organomagnezieni (reactivii Grignard) pot fi superbaze. Baza Schlosser, un amestec de n-butillitiu și terț-butoxid de potasiu, este o superbază comună.

### Anorganice
Superbazele anorganice sunt adesea compuși ce conțin anioni de dimensiune mică, dar puternic încărcați, precum este azotura de litiu. Hidrurile metalelor alcaline și alcalino-pământoase, precum sunt hidrura de potasiu și hidrura de sodiu, sunt superbaze.